# Zophiel
Zophiel è un Angelo dell'ordine dei Cherubini.
Quando l'Arcangelo Michele va in battaglia, egli viene assistito da due angeli: Zophiel appunto e l'Arcangelo Hesediel. Costoro porterebbero uno per ciascuno uno stendardo di battaglia.